# Reifling
Reifling är en ort i kommunen Judenburg i distriktet Murtal i förbundslandet Steiermark i Österrike. Reifling var tidigare en självständig kommun, men blev den 1 januari 2015 en del av kommunen Judenburg. I kommunen ingick även orterna Auerling och Feeberg.